# Nepomyšl
Nepomyšl là một chợ huyện thuộc huyện Louny, vùng Ústecký, Cộng hòa Séc.